# Каменярі (тижневик)
«Каменярі» — незалежний суспільно-політичний тижневик, що видається у місті Дрогобич Львівської області.

## Історія
Газета була заснована в березні 2010 року в Дрогобичі, а 9 липня 2010 року вийшов друком перший номер регіонального суспільно-політичного тижневика «Каменярі». Припинено видання газети з осені 2012 року.
На базі газети існувала (до 2012) створена 5 лютого 2011 р. молодими журналістами група творчої молоді (ГТМ) «ВКаменярі».

## Колектив тижневика
- Ігор Курус — головний редактор
- Іван Швед — шеф-редактор(до 2013);
- Василь Мірчук — відповідальний секретар.

## Загальні відомості про тижневик
Видання містить 8 шпальт, з яких 4 — кольорові.
Тираж — 5 тисяч (на 2011).
Постійними рубриками видання є:
- «Наше місто» (про подію у містах Дрогобицького району)
- «Час громади»
- «ОБС» (Одна бабка сказала)
- «Тема тижня»
- «Лупайте сю скалу»
- «Година дозвілля» (інформація про спортивні та культурні події).

Видання також публікує програму телепередач.